# 장형 (학자)

장형

장형(張衡, 78년 ~ 139년)은 후한 중기의 관료이자 천문학자·수학자·지리학자·발명가·제도가·문장가로, 자는 평자(平子)이며 남양군 서악현(西鄂縣) 사람이다. 특히 천문·음양·역산에 통달하고, 《영헌(靈憲)》 1권을 저술한 외에도 혼천의와 132년에 후풍지동의(候風地動儀 : 일종의 지진계)를 발명하였다.

## 작품[2]

### 문학 작품
- 부(賦)
  - 온천부(溫泉賦)
  - 사현부(思玄賦)
  - 서경부(西京賦)
  - 동경부(東京賦)
  - 남도부(南都賦)
  - 귀전부(歸田賦)
  - 우렵부(羽獵賦)
  - 촉루부(髑髏賦)
  - 총부(塚賦)
  - 무부(舞賦)
  - 다수의 산구(散句)가 존재함.
- 고(誥)
  - 동순고(東巡誥)
- 대책(對策)
  - 양가이년경사지진대책(陽嘉二年京師地震對策)
- 표(表)
  - 표주일식(表奏日蝕)
- 봉사(封事), 상사(上事), 소(疏)
  - 상순제봉사(上順帝封事)
  - 상소진사(上疏陳事)
  - 논금절도참소(請禁絕圖讖疏)
- 뇌(誄)
  - 사공여공뢰(司徒呂公誄)
  - 사공진공뢰(司空陳公誄)
  - 대사농포덕뢰(大司農鮑德誄)
- 그 밖
  - 응간(應間)
  - 칠변(七辯)
  - 여최원서(與崔瑗書)
  - 수사명(綬笥銘)
- 시(詩)
  - 동성가(同聲歌)
  - 사수시(四愁詩)
  - 원편(怨篇)
  - 그 밖에 제목이 없는 시 1수와 다수의 산구(散句)가 전한다.

### 비문학 작품
- 영헌(靈憲)
- 혼천의(渾天儀)

## 전기 자료
- 《후한서》 권59, 〈열전〉48, 장형

## 같이 보기
- 부 (문학)